# Detlef Haase
Detlef Haase (ur. 15 lipca 1924 w Kellinghusen, zm. 12 grudnia 1997 w Itzehoe) – niemiecki polityk, samorządowiec i związkowiec, parlamentarzysta krajowy i europejski.

## Życiorys
Od 1941 do 1946 odbywał praktykę jako stolarz – z przerwą na lata 1943–1945, gdy walczył w Wehrmachcie na froncie II wojnie światowej. W 1942 wstąpił do Narodowosocjalistycznej Niemieckiej Partii Robotników. Pod koniec kwietnia 1945 skazany na śmierć za negatywny wpływ na morale i poglądy marksistowskie, kara została jednak zamieniona na karną wysyłkę na front. Po wojnie pracował w wyuczonym zawodzie, a od 1950 do 1961 był szefem związku zawodowego Federacja Niemieckich Związków Zawodowych w Kellinghusen. W latach 1951–1961 i 1976–1982 zatrudniony ponadto w urzędzie pracy.
W 1950 wstąpił Socjaldemokratycznej Partii Niemiec, kierował jej strukturami w powiecie Steinburg. Od 1954 do 1961 zasiadał w landtagu Szlezwika-Holsztynu, a od 1955 do 1982 w radzie miejskiej Kellinghusen (w latach 1959–1974 i 1978–1982 pozostawał burmistrzem). W 1961 został deputowanym Bundestagu w miejsce Kurta Pohle, pozostał nim do 1976. W latach 1976–1977 oddelegowany do Parlamentu Europejskiego, a w 1970 do Zgromadzenia Parlamentarnego Rady Europy.
Był żonaty, miał trzech synów.